# Kulturgeschichte der Kartoffel

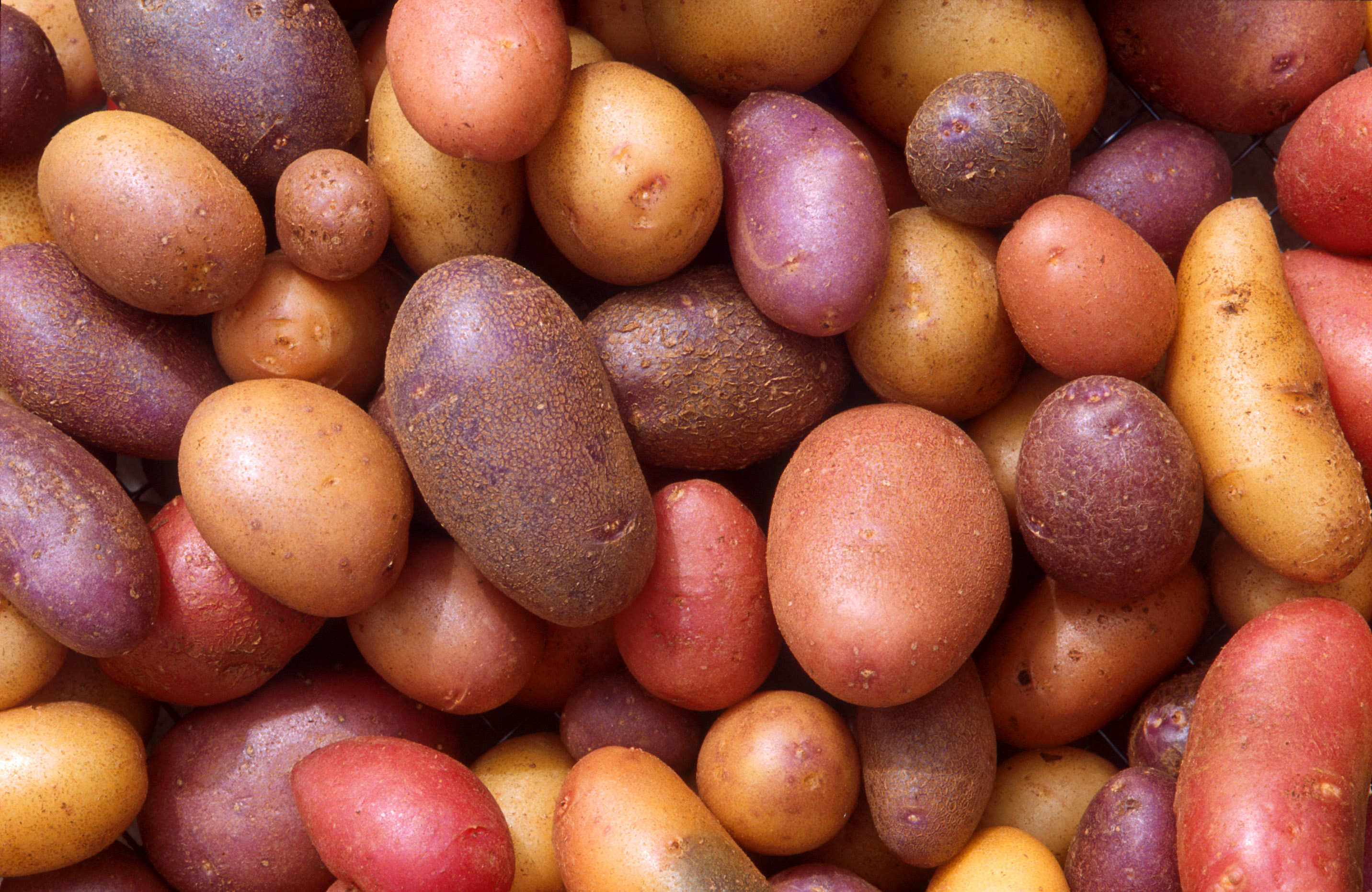
Verschiedene Kartoffelsorten

Die europäische Kulturgeschichte der Kartoffel begann, als sie die spanischen Entdecker und Eroberer in Südamerika kennengelernt hatten. Sie brachten weitere, ihnen bisher unbekannte Pflanzen und Früchte wie Tomaten, Gartenbohnen, Paprika und Mais aus der gesamten Neuen Welt mit. Alle sind überall selbstverständliche Teile der Ernährung geworden, wobei die Kartoffel ihre größte Bedeutung aber in Europa erlangte.

## Etymologie
Das Nachtschattengewächs Kartoffel stammt ursprünglich aus dem Südwesten Südamerikas. Sie lag bereits vor ca. 8000 Jahren bei andinen Siedlungsgemeinschaften domestiziert vor und ihre Kultur breitete sich über viele Jahrhunderte in weiten Teilen Südamerikas aus, wo die Knolle unter verschiedenen einheimischen Namen angebaut wurde. Im Inkareich hieß sie papa (Quechua pápa). Dieser Name verdrängte die vorinkanischen Bezeichnungen bei den von den Inka unterworfenen Völkern und setzte sich auch im Spanischen durch.
Bei den Inka lernten die Spanier die Kartoffel in der ersten Hälfte des 16. Jahrhunderts kennen und brachten sie mit ihren Schiffen nach Europa. Die Ähnlichkeit mit der Batate (Süßkartoffel) führte zur Vermischung der beiden Begriffe, so dass ab 1606 das Wort patata als Bezeichnung für beide Pflanzen (und ihre jeweiligen Früchte) auftauchte und sich im 18. Jahrhundert in Europa durchsetzte. Auch der englische Name potato leitet sich von patata ab. Heute wird auch in Spanien wieder zwischen der Kartoffel (spanisch patata) und der Batate (batata) unterschieden. In Hispanoamerika und auf den Kanaren wird nach wie vor das ursprünglich übernommene Wort papa verwendet.
In Italien erhielt die Kartoffel wegen ihrer Ähnlichkeit mit Trüffeln den Namen Tarathopholi, auch Taratouphli. Bereits 1591 erwähnte der deutsche Landgraf Wilhelm IV. (Hessen-Kassel) diese Bezeichnung in seinen Briefen. Um 1800 waren in Deutschland die abgeleiteten Wörter Tartuffeln oder Artoffel üblich. Daraus hat sich durch eine Dissimilation das Wort Kartoffel entwickelt. Dagegen hat das italienische Wort tartufolo an Bedeutung verloren, an seine Stelle ist patata getreten.
In der nordfranzösischen Mundart Patois galten einst die Bezeichnungen tartoufe sowie tartoufle als Synonyme für Kartoffel und waren für Molières Komödie Tartuffe namensgebend. Den heute dominierenden hochfranzösischen Ausdruck pommes de terre hat man ins Deutsche als „Erdäpfel“ übernommen. Die Kartoffel hat regionale und dialektale unterschiedliche Bezeichnungen, zum Beispiel Erdäpfel, Erdbirnen, Töften, Schocken, Mäusle oder Tuffeln, auch "Kartuffel". Eine deutsche historische Bezeichnung ist auch Ertüffel. In der Pfalz und angrenzenden Regionen wie Saarland, Hunsrück und Nordbaden ist ebenso wie in einigen Bundesländern Österreichs die Bezeichnung Grumbeer oder Grundbirne für die Kartoffel allgemein geläufig, der wohl durch die Donauschwaben samt der Frucht auch auf den Balkan gelangte (z. B. ins Serbische).

## Geschichte der Kartoffel

### Von Südamerika nach Europa
In den Anden Südamerikas kultivierten die einheimischen Völker Kartoffeln in zahlreichen Sorten bereits seit Jahrtausenden. Die Termine der meisten religiösen Feste der Inka entsprachen im Kalender den Pflanz- und Erntezeitpunkten dieser Erdfrucht. Die angebauten Sorten waren bereits hoch entwickelt, den verschiedensten Anbaulagen und unterschiedlichen Verwendungszwecken angepasst und weit entfernt von den Urformen, wie sie von der Natur hervorgebracht worden waren.
In den kargen Bergen war die papa die Hauptnahrung der Einheimischen.
In Peru lässt sich die Kartoffel in viertausend Meter Höhe anbauen, wo Mais nur noch in den günstigsten, frostfreien Lagen gedeihen kann.

#### Die Entdeckung der Kartoffel durch die Spanier

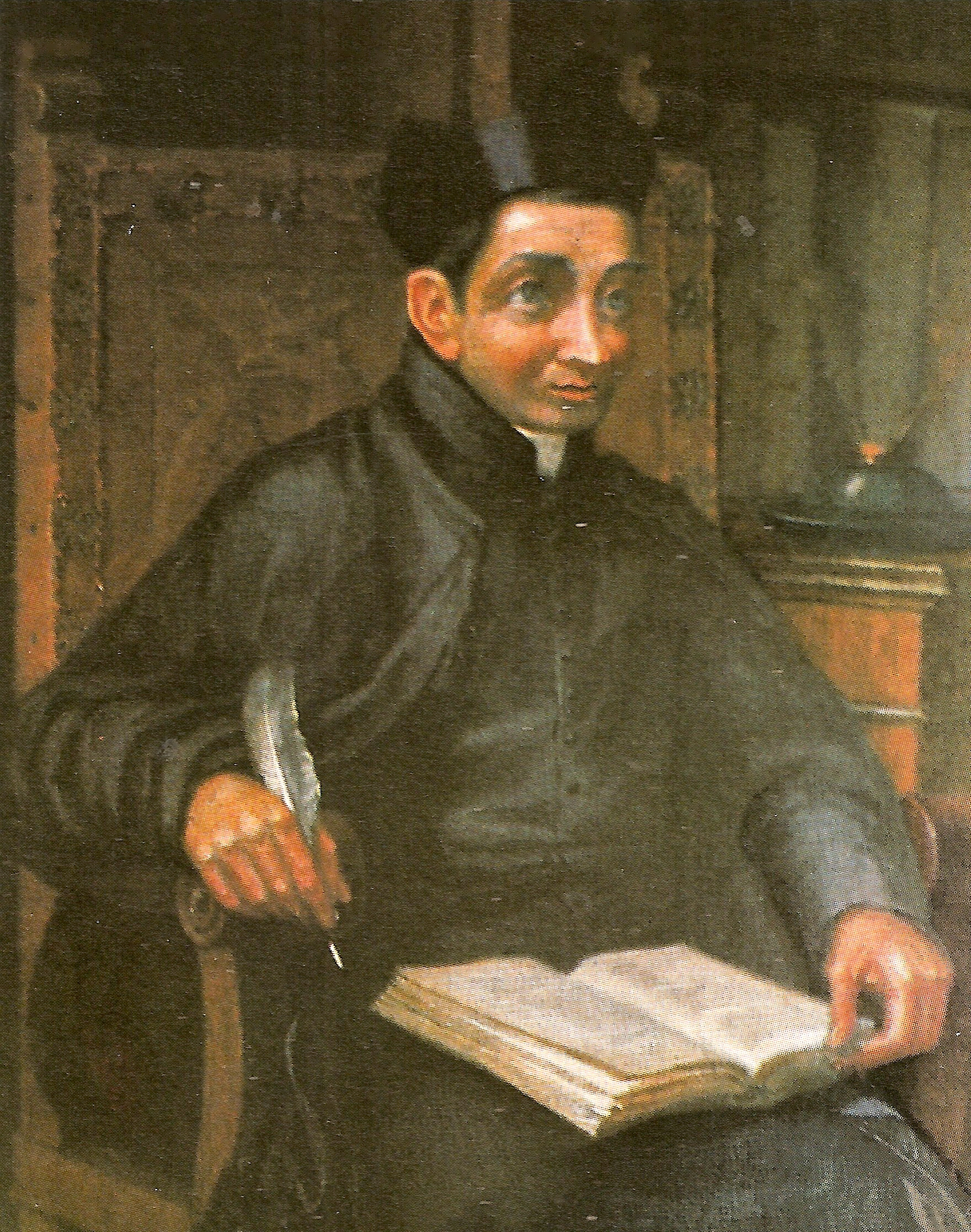
Juan de Castellanos

- 1532: Im Verlauf der Eroberungskampagne des Inkareiches (1531–1536) stieß der spanische Conquistador Francisco Pizarro bis zu den Anden, dem Areal der Kartoffel, vor. Einen konkreten Beweis, dass Pizarro sich neben Gold auch für die Kartoffel interessiert hat, gibt es nicht.
- 1536: Eine von Gonzalo Jiménez de Quesada in die Hochebene von Kolumbien geführte Expedition lernte im Jahre 1537 in dem Dorf Sorocotá (in der heutigen Provinz Vélez) die Kartoffel kennen. Die Kunde von diesem ersten Kontakt mit der Kartoffel wurde 1601 in einem Manuskript von Juan de Castellanos festgehalten, das aber erst im 19. Jh. veröffentlicht wurde.
- 1552: Francisco López de Gómara machte in seiner Historia general de las Indias als Erster die Existenz der Kartoffel publik. In diesem Werk berichtet er, der selbst nie in Amerika gewesen war, dass die Einheimischen der Collao Hochebene (Altiplano, Titicacasee) sich von Mais und papas (Kartoffeln) ernähren und „hundert und mehr Jahre alt“ werden.
- 1553: Pedro de Cieza de León, ein Augenzeuge, der weite Teile der Anden gegen Ende der 1530er und im Laufe der 1540er Jahre durchquert hatte und dabei des Öfteren auf die Kartoffel gestoßen war, berichtet in seiner Chronik von Peru (1553), wie die Kartoffel in der Gegend von Quito verwendet wurde: gekocht und dann verspeist oder durch Gefriertrocknung zu chuño verarbeitet und haltbar gemacht.[9]

#### Aus Peru über die Kanaren nach Spanien
- Um 1562: Auf ihrem Weg von Südamerika nach Spanien machte die Kartoffel Zwischenstation auf den (spanischen) Kanarischen Inseln. Dies weiß man, weil im November 1567 drei Fässer, die Kartoffeln, Orangen und grüne Zitronen enthielten, von Gran Canaria nach Antwerpen, und im Jahre 1574 zwei Fässer mit Kartoffeln von Teneriffa via Gran Canaria nach Rouen verschifft wurden. Geht man davon aus, dass mindestens fünf Jahre nötig waren, um so viele Kartoffeln zu erhalten, dass sie zum Exportartikel werden konnten, so fand die Einbürgerung der Pflanze auf den Kanaren spätestens 1562 statt.
- Um 1570: Der früheste Beleg dafür, dass die Kartoffel Spanien erreicht hat, findet sich in den Büchern des Hospital de la Sangre in Sevilla, das im Jahre 1573 Kartoffeln eingekauft hat. Man nimmt an, dass die Kartoffel Spanien spätestens 1570 und frühestens 1564/65 erreicht hat, da ansonsten der Botaniker Clusius, der das Land 1564 auf der Suche nach neuen Pflanzen bereiste, sie wohl bemerkt hätte.

Von Spanien aus gelangte die Kartoffel nach Italien und breitete sich dann langsam auf dem europäischen Festland aus.

#### England und Irland
- Auf die Britischen Inseln soll die Kartoffel ohne den Umweg über Spanien gelangt sein. Wer die Kartoffel dorthin gebracht hat, ist unbekannt. Francis Drake war es jedenfalls nicht, wahrscheinlich auch nicht Walter Raleigh, auch nicht Thomas Harriot, Namen, die immer wieder in diesem Zusammenhang genannt werden.
- Historisch belegt ist, dass die Kartoffel spätestens 1596 in England angekommen war, denn in dem Jahr erschien in London der Katalog der Pflanzen, welche der Botaniker John Gerard in seinem Garten in Holborn züchtete, und darin kam auch die Kartoffel vor.
- In Irland hält man vor allem in der Gegend von Cork daran fest, die Kartoffel verdanke man Walter Raleigh, dessen Wappen einen Kartoffelzweig erhielt. Nach einer anderen Theorie sollen bei der Plünderung der an der Küste gestrandeten Wracks der von Drake 1588 besiegten spanischen Armada auch zur Verpflegung der Mannschaft mitgeführte Kartoffeln erbeutet worden sein. Tatsächlich scheint die Kartoffel zwischen 1586 und 1588 in Irland angekommen zu sein. Ihr Anbau ist ab 1606 nachgewiesen, und noch vor dem Ende des 17. Jahrhunderts hatte sie sich zum Grundnahrungsmittel der Iren entwickelt.[10]

#### Botanische Werke
- Neben Gerards oben erwähntem Katalog erschien im Jahre 1596 der Phytopinax des Basler Botanikers Gaspard Bauhin, der in diesem Werk eine der ersten Beschreibungen der Kartoffel geliefert und ihr den botanischen Namen Solanum tuberosum gegeben hat. Bauhin schreibt, er habe von dem berühmten Dr. Laurentius Scholtz (Scholz), in dessen Garten die Kartoffel wachse, [im Jahre 1590] eine Zeichnung dieser Pflanze erhalten, auf welcher jedoch weder die Blüten noch die Knollen dargestellt seien. Scholz soll bereits im Herbst 1587 in seinem Garten zu Breslau die Kartoffel angebaut haben.
- Im Dezember 1597 publizierte Gerard The Herball or Generall Historie of Plantes (Kräuterbuch), in dem er der Kartoffel ein ganzes Kapitel widmete und das die erste Abbildung einer Kartoffelpflanze enthielt. Er nannte sie Virginia-Kartoffel.

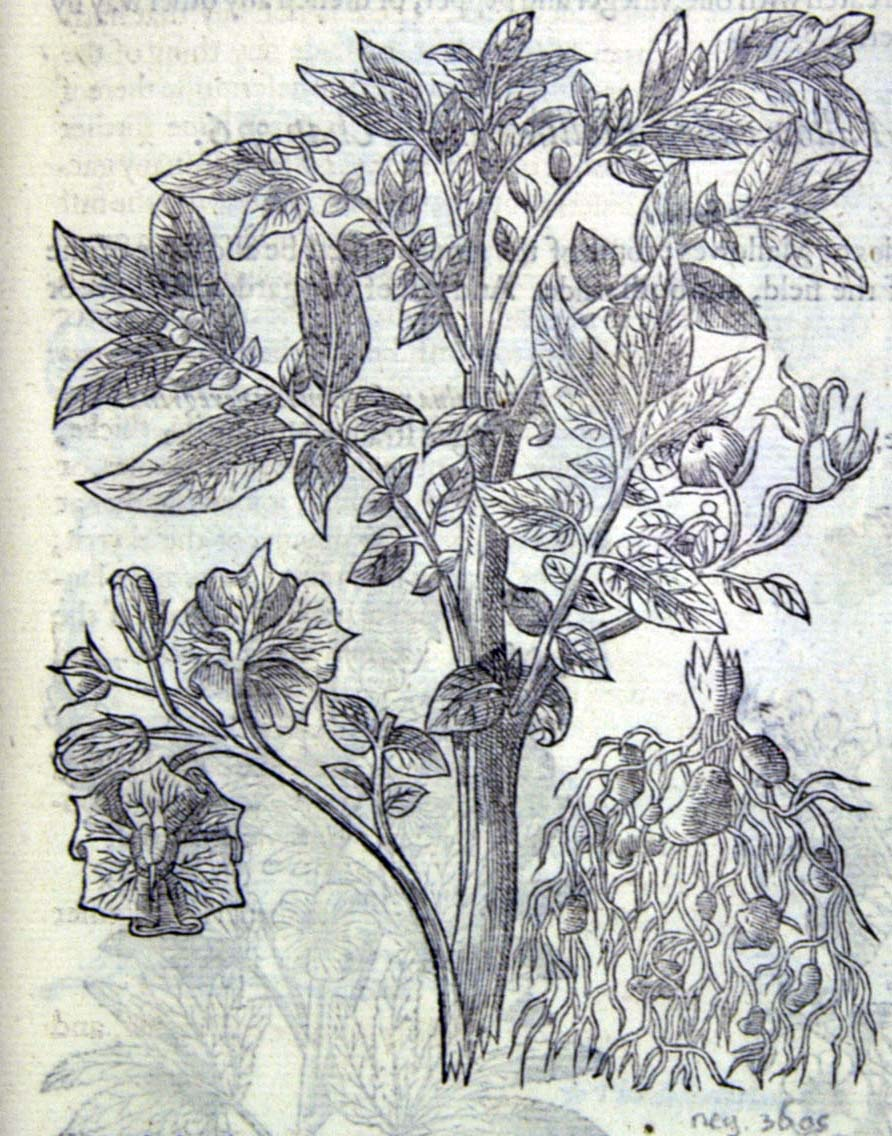
Abbildung der Kartoffelpflanze in Gerards Kräuterbuch (1597)

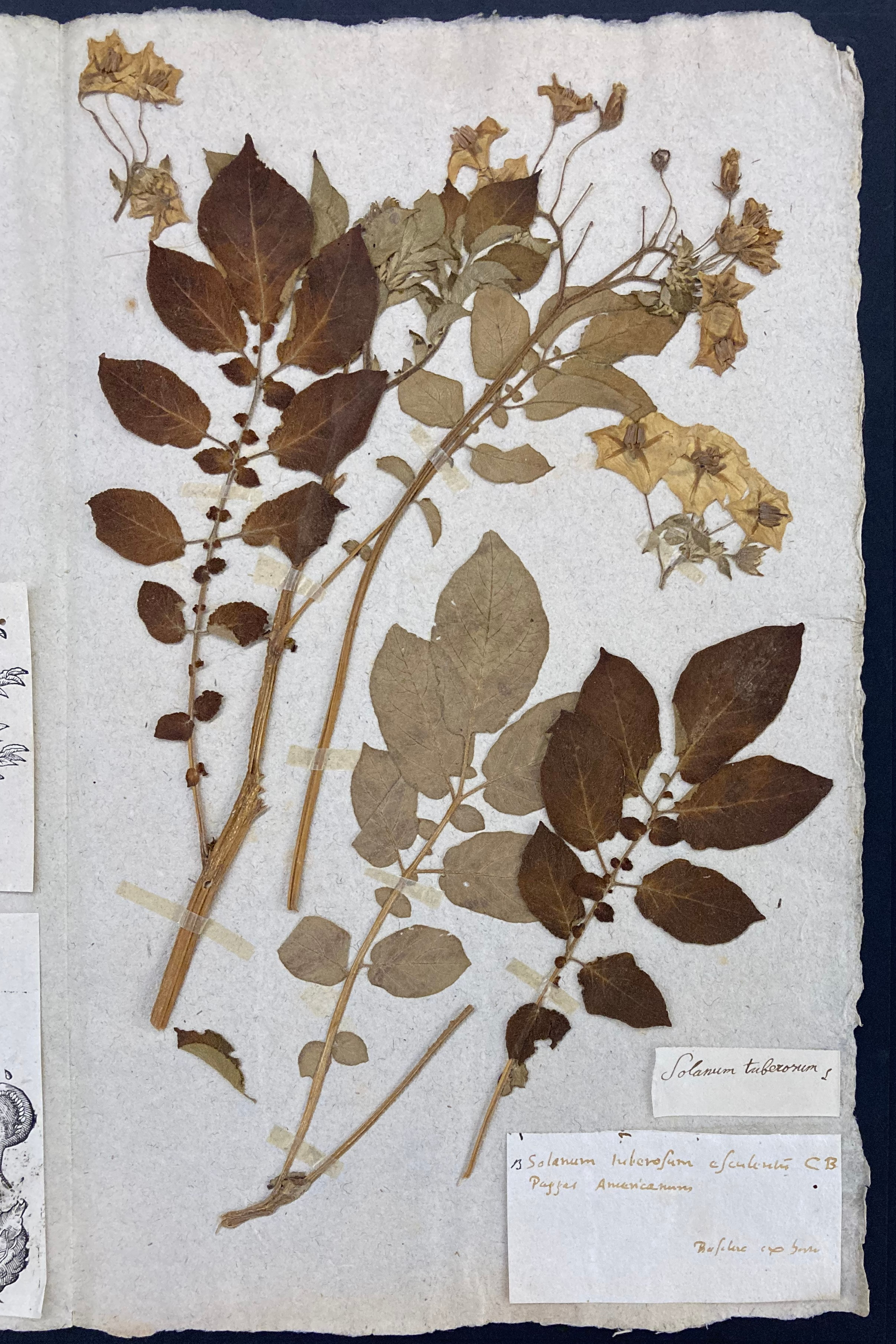
Der älteste Herbarbeleg einer Kartoffelpflanze, aus Caspar Bauhins Herbar (Ende 16./Anfang 17. Jhdt.)

- Im Jahre 1601 erschien in Antwerpen das Buch Rariorum Plantarum Historia (Naturgeschichte seltener Pflanzen) von Carolus Clusius (Charles de l’Écluse) mit einer Beschreibung und einer Abbildung der Kartoffel. Im Januar 1588 hatte er seinen ersten Kontakt mit der Kartoffel, als ihm Philippe de Sivry, der Gouverneur von Mons (Belgien), zwei Knollen als Geschenk zukommen ließ. De Sivry hatte seine Kartoffeln im Vorjahr von einem Freund des päpstlichen Legaten in Belgien unter dem Namen Taratoufflo erhalten. Clusius lebte Anfang 1588 noch in Wien, zog dann aber im Laufe desselben Jahres nach Frankfurt, wo er die Knollen in seinem Garten anpflanzte. Ob die Kartoffel dann wirklich von dort aus Deutschland eroberte und in die Schweiz sowie nach Frankreich (Franche-Comté, Dauphiné, Vivarais) vordrang, wie dies behauptet wurde, ist unklar. Jedenfalls kann man davon ausgehen, dass es um das Jahr 1600 in den meisten europäischen Ländern Botaniker oder Liebhaber gab, welche die Kartoffel als kostbare Rarität in ihren eigenen Gärten oder jenen ihrer vornehmen und reichen Dienstherren züchteten.[9]

So sandte Wilhelm IV. von Hessen-Kassel Knollen aus seinem Lustgarten an den Kurfürsten Christian I. von Sachsen. Kartoffelblüten erregten damals die Aufmerksamkeit des französischen Hofes. So trug Marie-Antoinette auf Bällen einen Kranz zarter Kartoffelblüten im Haar.

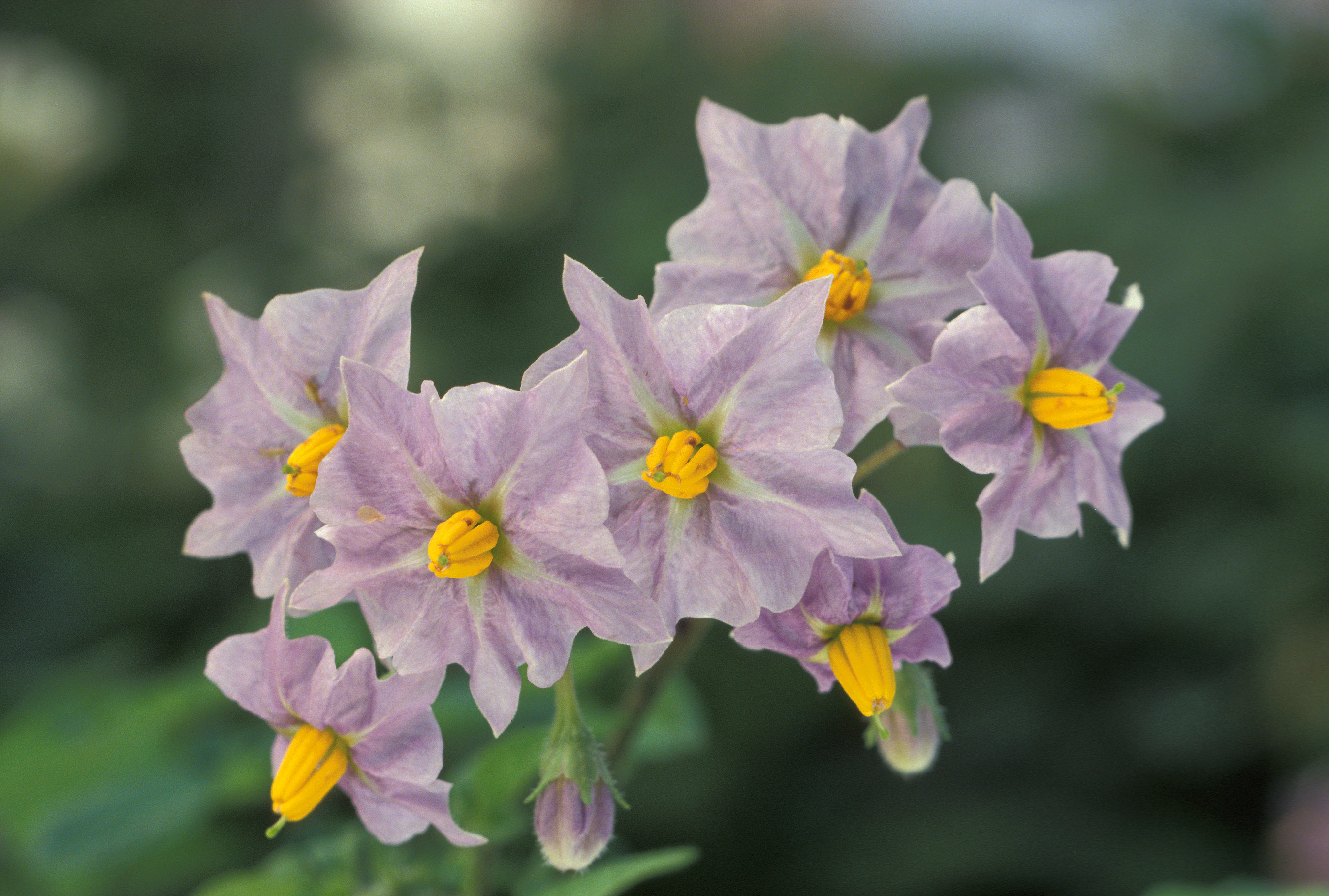
Kartoffelblüte

Das Verkosten der oberirdischen Früchte endete oft mit Bauchschmerzen oder Vergiftungserscheinungen, und so entstanden bald zahlreiche Vorurteile gegenüber dieser schön blühenden Pflanze aus Übersee. Die Kartoffel erhielt den Ruf einer „Giftpflanze“.
Es gibt viele auch widersprüchliche Geschichten und Anekdoten, wie die Kartoffel in Europa zur Agrarfrucht wurde. Die zeitgenössischen Berichte sind sehr ungenau, wurde doch die Kartoffel von damaligen Berichterstattern oft mit der Süßkartoffel und vor allem mit Topinambur verwechselt. Diese Bodenfrüchte haben zwar ein wenig Formähnlichkeit, sind aber biologisch nicht miteinander verwandt.

### Verbreitung der Kartoffel im europäischen Raum

König Friedrich II. begutachtet den Kartoffelanbau auf einer seiner Inspektionsreisen

Es dauerte einige Generationen, bis aus der botanischen Kostbarkeit eine Hauptnahrungsquelle der breiten Bevölkerung in Europa wurde. Viele Vorurteile und traditionsbedingte Hemmnisse standen ihr zu Beginn im Weg.
Außerdem war ein Problem, dass die aus der Neuen Welt eingeführten Kartoffeln für die Knollenbildung lange Zeiten nächtlicher Dunkelheit („Nachtschatten“) benötigen. Unter den Bedingungen des europäischen Langtag-Sommers brachten sie deshalb nicht Knollen der Größe hervor, die man im Herkunftsgebiet nahe dem Äquator ernten konnte. Dieses Problem musste zunächst verstanden und durch entsprechende Pflanzenzüchtungen behoben werden.
In Irland wurden Kartoffeln allerdings schon zu Beginn des 17. Jahrhunderts angebaut, da sie die ideale Frucht für diese karge Insel zu sein schien. Ausbringung und Ernte waren auch ohne besondere Werkzeuge möglich, Wild und weidendes Vieh pflegten dem Kartoffelkraut keinen Schaden zuzufügen und man konnte auch auf schlechten und steinigen Böden und in steilen Hanglagen Kartoffeln anbauen. Der wichtigste Vorteil war der anderthalbfache Flächenertrag im Vergleich zum Anbau von Getreide. Zum Schluss war auch die häusliche Zubereitung viel einfacher als beim Getreide: Kartoffeln muss man weder dreschen noch mahlen, noch zu Brot backen. An dem bescheidenen Torffeuer, das die Hütten wärmte, wurden auch Kartoffeln gar gekocht. Irland war damals eine englische Kolonie, die Vieh und Getreide ins Mutterland exportieren musste. Die Kartoffeln blieben den Bauern oft als einzige Nahrungsquelle.

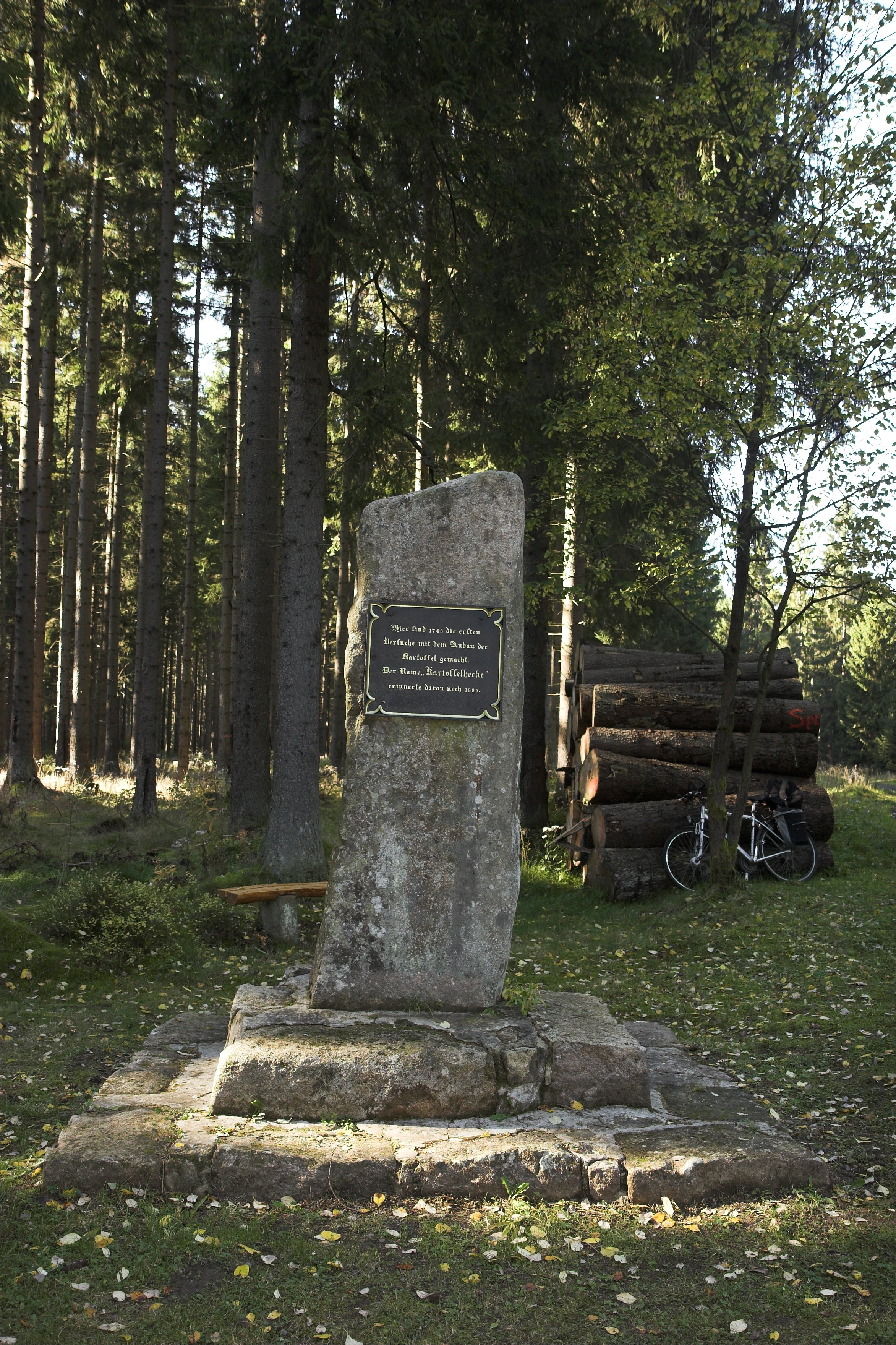
Kartoffeldenkmal südlich von Braunlage

Im Kloster Seitenstetten in Niederösterreich verfasste der Benediktinerabt Kaspar Plautz ein Kochbuch mit Kartoffelrezepten, das 1621 in Linz erschien.
Kartoffeln baute man in Bayern spätestens um 1647 in dem von den fränkischen Hohenzollern regierten Pilgramsreuth bei Rehau an, dann wieder 1649 im Berliner Lustgarten. Der Lustgarten war auf Weisung des „Großen Kurfürsten“ Friedrich Wilhelm von Brandenburg von seinem Hofgärtner Michael Hanff zusammen mit dem Hofbotanicus Johann Sigismund Elsholtz 1647 anstelle eines bereits im 16. Jahrhundert angelegten, aber nach dem Dreißigjährigen Krieg verwüsteten Nutz- und Küchengartens angelegt worden. Elsholtz bezeichnete in seiner Schrift Flora marchic die Kartoffeln, die damals noch als Zierpflanzen angesehen wurden, als „Holländische Tartuffeln“ und schrieb in seinem Diaeteticon über sie: „Diese Wurzeln wachsen von sich selbst in America / und denen nahe daran belegenen Inseln […] Diese anmuthige Wurzeln kommen selten zu uns […] Alsdan aber uebergehen sie die liebligkeit der Castanien und der gemeinen Zuckerwurz gar weit / und waeren wehrt / dass man sie auch bey uns zu ziehen vermoechte.“
Als Nahrungspflanze angebaut wurden Kartoffeln 1701 in der Waldensersiedlung Schönenberg durch den Pfarrer Henri Arnaud.
Nahe Leipzig in Naunhof, Brandis und Machern ist Pfarrer Christoph Gottfried Ungibauer als Freund und Förderer des Kartoffelanbaus bis heute in Erinnerung geblieben, weil er 1740 erstmals in der Gegend diese Knollen auf seinem Pfarrfeld einpflanzen ließ und diese so dort stark an Bekanntheit und Beliebtheit gewannen.
1747 begann Johann Georg von Langen südlich von Braunlage im Oberharz den Kartoffelanbau.
1748 veröffentlichte die schwedische Wissenschaftlerin Eva Ekeblad ihre Studie zur Herstellung von Brot, Alkohol, Stärke und Puder aus Kartoffeln. Ihre Erkenntnisse trugen maßgeblich zur Verbreitung der Kartoffel als Lebensmittel und Rohstoff für die Kosmetikproduktion bei.
Im Jahr 1749 führte der Universitätsprofessor Philipp Ulrich den Kartoffelanbau in Franken ein.
Eine „Elisabeth Käsefreundinn“ verfasste 1768 einen Beitrag über Käserei in den Gelehrten Beyträgen zu den Braunschweigischen Anzeigen und stellte ein Rezept für „Tartuffelkäse“ aus Sauermilch und geriebenen, gekochten Kartoffeln vor. Rezepte für mit Kartoffeln gestreckte Käsemasse werden auch später teils als Armenspeise, teils zum Haltbarmachen überliefert.
In Preußen hatte Friedrich II. große Mühe, den Anbau von Kartoffeln durchzusetzen. Am 24. März 1756 erließ er an seine Beamten eine Circular-Ordre und damit den ersten der sogenannten Kartoffelbefehle mit dem Auftrag, „denen Herrschaften und Unterthanen den Nutzen von Anpflantzung dieses Erd Gewächses begreiflich zu machen, und denselben anzurathen, dass sie noch dieses Früh-Jahr die Pflantzung der Kartoffeln als einer sehr nahrhaften Speise unternehmen“. Es wird erzählt, dass Friedrich II. seine Bauern regelrecht ins Kartoffelglück prügeln ließ. Mitunter wird beschrieben, dass der König den gewünschten Erfolg erzielte, indem er einen Kartoffelacker von Soldaten bewachen ließ und die Bauern damit zum Stehlen der vermeintlich wertvollen Pflanzen für den eigenen Anbau verleitete. Ob er diese Maßnahme wirklich ergriffen hat, ist nicht gesichert; zudem wird diese Handlung auch Antoine Parmentier zugeschrieben. Auch im Oderbruch, einem preußischen Kolonisationsgebiet des 18. Jahrhunderts, konnte sich der Kartoffelanbau wegen der schweren Böden nur zögernd durchsetzen. Maßgeblich zur Verbreitung trugen deshalb Mustergüter bei, wie Quilitz (heute Neuhardenberg), Alt-Friedland, Gusow und Möglin.
In die Schweiz kam die Kartoffel wegen ihrer Blütenpracht zuerst als seltene Topfpflanze. Erst hundert Jahre später, am Anfang des achtzehnten Jahrhunderts, wurde sie als Speisekartoffel angebaut. Die Anbaubedingungen waren ähnlich wie im Ursprungsland Peru. Während Kartoffeln in den nördlichen Anden bis etwa 4000 m Höhe angebaut werden können, findet sich die Feldfrucht hier auf den Äckern der niederen bis höheren Tallagen. Kartoffeln wurden bald zur beliebten Volksspeise: Als Rösti fanden sie Einzug in die traditionelle Schweizer Küche.
Der aus dem Herzogtum Luxemburg (damals ein Teil der Österreichischen Niederlande) stammende „Erdäpfelpfarrer“ Johann Eberhard Jungblut steht im Rufe, im Jahre 1761 Kartoffeln aus seiner Heimat in Niederösterreich eingeführt zu haben. In Luxemburg selbst wurde die Kartoffel Anfang des 18. Jahrhunderts angepflanzt. Siehe: Kulturgeschichte der Kartoffel (Luxemburg)

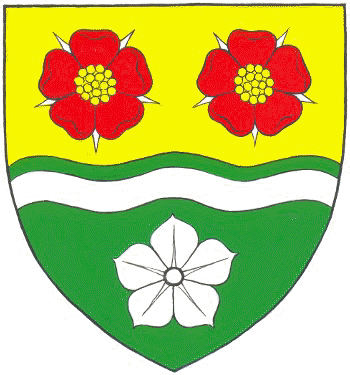
Wappen mit der weißen Kartoffelblüte in Unserfrau-Altweitra in Niederösterreich

Unter Maria Theresia wurde der Anbau gefördert. So wurde er erstmals in Pyhrabruck, einem Ort in der Gemeinde Unserfrau-Altweitra, im Kaiserthum Österreich befohlen. Populär wurde die Kartoffel in Österreich aber erst während der Napoleonischen Kriege an der Wende vom 18. zum 19. Jahrhundert.
In Schwedisch-Pommern verbreitete sich der Kartoffelanbau ab der Mitte des 18. Jahrhunderts. 1788 schrieb Thomas Heinrich Gadebusch darüber im 2. Teil seiner Schwedischpommerschen Staatskunde:

„Artoffeln werden seit einigen dreißig Jahren, und in den letztern sehr häufig, auch im Großen gebauet und ihr Anbau vermehret sich noch immer. Sie sind ein wahrer Seegen des Landes geworden, nur wäre zu wünschen, daß man sich häufiger um frische Saat bemühet.“

### Hungersnöte

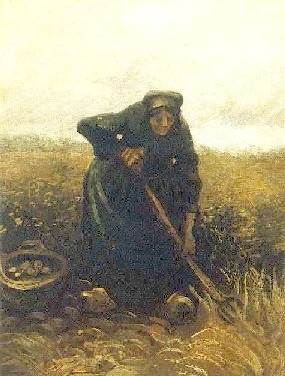
Vincent van Gogh: Kartoffeln erntende Frau (1885)

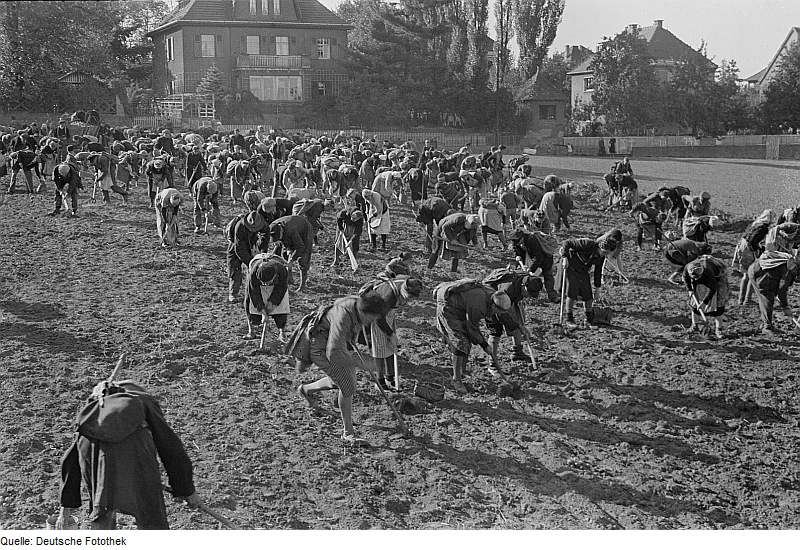
Hungernde Bevölkerung beim „Kartoffelstoppeln“ unmittelbar nach Beendigung der Ernte am Dresdner Stadtrand (um 1946)

Die Einführung der Kartoffel in Europa blieb nicht ohne Schattenseiten: Als Hauptnahrungsquelle des Volkes verbesserte die Kartoffel zwar die Ernährungsmöglichkeiten in Europa für die Landbevölkerung nach der Katastrophe des Dreißigjährigen Krieges (1618–1648) und nach zahlreichen Seuchen zunächst stark. Für breite Bevölkerungsschichten wurde die Kartoffel allerdings zur praktisch einzigen Ernährungsgrundlage, am deutlichsten in Irland. Wenn die Kartoffelernte gering war, stiegen die Getreide- und Brotpreise und die Menschen mussten hungern. Dies geschah lokal häufiger, meist als Folge von Schlechtwetterperioden, wegen Trockenheit oder zu viel Regen.
Als dann am Anfang des 19. Jahrhunderts aus Amerika auch Kartoffelkrankheiten eingeschleppt wurden, waren diese Monokulturen schutzlos. Eine Missernte folgte der anderen und verursachte Hunger bei einem Großteil des Volkes. Viele Millionen Menschen verhungerten in Europa, besonders in Irland während der Großen Hungersnot zwischen 1845 und 1852. Denn die Abhängigkeit von der Kartoffel als Nahrungsmittel war besonders groß, weil das Land die finanziellen Erlöse aus den Getreideexporten benötigte. In Irland starben innerhalb von zwei Jahren über eine Million Menschen an Hunger. Sie hätten sich auch das Brot nicht kaufen können, denn die meisten sahen ihr Leben lang kein Bargeld. Wer es sich irgendwie leisten konnte, wanderte aus, meist in die USA.
In der Zwischenkriegszeit sorgten Hungerkonflikte wie der Overather Kartoffelkrieg (1923) für Aufsehen.
In den letzten Kriegs- und ersten Nachkriegsjahren des Zweiten Weltkriegs wurden in Deutschland zahlreiche öffentliche Grünanlagen umgenutzt, um darauf statt Blumen Kartoffeln und anderes Gemüse anzubauen. Auch in der Schweiz wurden während der sogenannten Anbauschlachten ab 1940 auf jedem kultivierbaren Quadratmeter Land Kartoffeln angebaut.

## Kunst, Literatur

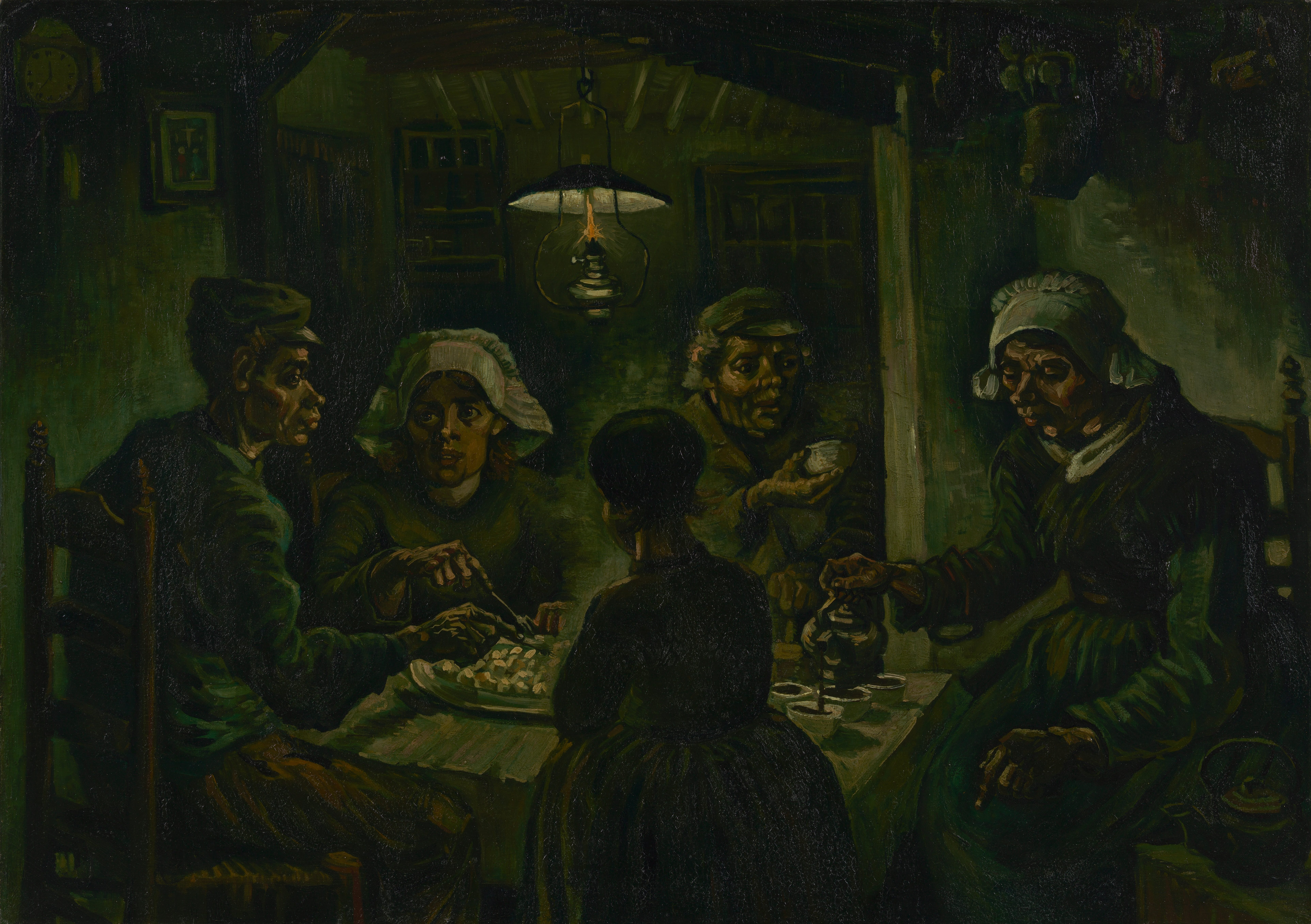
Vincent van Gogh: Die Kartoffelesser (Nünen, April 1885, Öl a. Leinwand)

Zahlreiche Sprüche um die Kartoffel werden bis heute tradiert:
- „Die dümmsten Bauern ernten die dicksten Kartoffeln.“
- „Kartoffelessen macht dumm.“
- „Jetzt musst du eine Zeit lang Kartoffeln essen.“ (Jetzt musst du ganz sparsam leben.)
- „Er wird dich fallen lassen wie eine heiße Kartoffel.“ (absetzen, verjagen)
- „Rin in die Kartoffeln, raus aus den/die Kartoffeln!“ (wenn es erst so und dann wieder umgekehrt heißt)

Wenn ein Maler das Leben der Armen abbilden wollte, wenn ein Schriftsteller eine bäuerliche Familie schilderte, waren ab dem 19. Jahrhundert Kartoffeln ein beliebtes Thema, um das einfache Leben zu beschreiben. Das Bild L’Angélus (Das Angelusläuten) von Jean-François Millet entstand 1855 und wurde etwa ab der Jahrhundertwende massenhaft reproduziert. Es zeigt eine Frau und einen Mann beim Gebet auf dem Feld; im Vordergrund steht ein gefüllter Korb mit frisch geernteten Kartoffeln, hinter dem Paar eine Schubkarre mit gefüllten Säcken. Auch Vincent van Goghs Gemälde Die Kartoffelesser von 1885 ist weltbekannt. In der ersten Schaffensperiode von Max Liebermann entstand 1874 das Bild Kartoffelernte in Barbizon. Die Schönheit eines blühenden Kartoffelfeldes hat 1876 der deutsche Maler Wilhelm Trübner in seinem Gemälde Kartoffelacker in Weßling eingefangen. Als Teilnehmer an einer Schlacht erscheinen Kartoffeln auf Raoul Michaus surrealistischem Bild La Bataille des Pommes de Terre 1948.

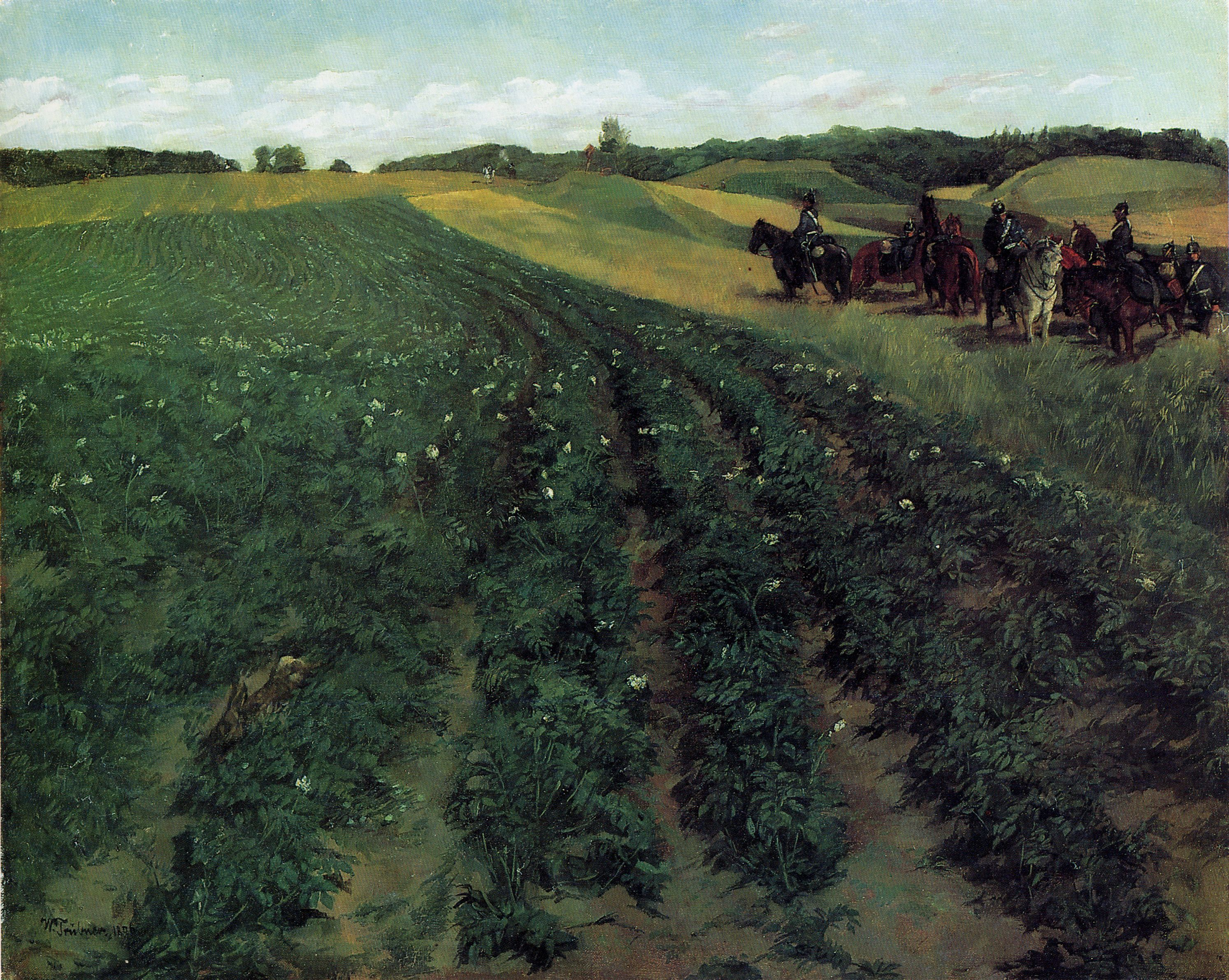
Wilhelm Trübner: Kartoffelacker in Weßling

Ein kurioses Zeugnis für die Popularität der Kartoffel ist das Loblied auf die Kartoffel des Volksschullehrers Samuel Friedrich Sauter dessen ernst gemeinte, aber unfreiwillig komische Gedichte zu Parodien anregten, deren angeblicher Verfasser, Gottlob Biedermeier, einer ganzen Epoche den Namen gab.
Der dänische Zeichentrickfilm Die Geschichte von der Wunderbaren Kartoffel (1985) erläutert den Weg der Kartoffelkultivierung von Amerika bis nach Europa.

## Kartoffeln als Briefmarkenmotiv
Die Bedeutung der Kartoffel wird auch daraus erkennbar, dass sie in ihrer Geschichte, Verbreitung und Vielfalt immer wieder als Motiv auf Briefmarken vieler Postverwaltungen diente.

## Industrialisierung
Für die aufkommende Industrialisierung in England und später dann auch auf dem europäischen Kontinent war die Ernährung der zunehmenden städtischen Bevölkerung von zentraler Bedeutung. Im Gegensatz dazu konnte die Landbevölkerung den größten Teil ihrer Nahrung selber produzieren. Selbst Landlose hatten mindestens einen Pflanzplatz, einen Minigarten, um wenigstens das Gemüse nicht kaufen zu müssen. Für das Stadtproletariat waren Obst und Gemüse praktisch unerreichbar. Gerade die Hauptnahrung Kartoffel lieferte neben der notwendigen Nahrungsenergie auch Spurenelemente und Vitamine, wie es wohl kein anderes Hauptnahrungsmittel hätte tun können.
In der Sowjetunion sollen die (Klein-)Gärten der Bauern bis zu 30 % des Gemüses  geliefert haben.
In der Schweiz fand die Industrialisierung zuerst vor allem im ländlichen Raum statt. Auch hier hatten die meisten Arbeiterfamilien neben ihren Kosthäusern noch Gemüse und vor allem Kartoffeln angebaut. Als auch in der Schweiz die Städte wuchsen, war die städtische Arbeiterschaft viel schlechter ernährt als die Landbevölkerung. Die ersten städtischen Sozialsiedlungen sorgten für Pünt oder Schrebergärten, wo die Familie ihr Gemüse, vor allem Kohl und Kartoffeln, selber züchten konnte. Zahlreiche Reformer empfahlen die Gartenarbeit für den Arbeiter als eine Erholung. In der Kolonie Monte Verità oberhalb Ascona bauten um die Jahrhundertwende selbst wohlhabende Städter barfuß, ja sogar nackt in der Sonne ihre Kartoffeln und ihr Gemüse an, um sich mit der Mutter Erde wieder zu versöhnen und ihren Körper und Geist zu heilen.

## Auswanderung
Nicht nur in Irland, überall in Europa stiegen die Bevölkerungszahlen dank besserer Ernährung im neunzehnten Jahrhundert rasch an. Bald reichten aber auch die gesteigerten Erträge nicht aus, um alle Menschen zu ernähren. Wer dem Hunger entgehen wollte und die Überfahrt im Zwischendeck bezahlen konnte, wanderte nach Amerika aus.

## Gegenwart und Zukunft

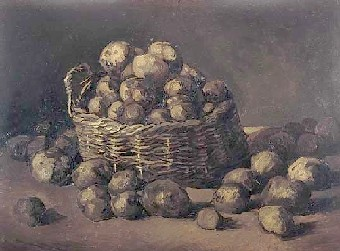
Vincent van Gogh: Korb mit Kartoffeln (1885)

Die große Zeit der Kartoffelanbaukultur in Europa war sicher das 19. Jahrhundert. Bemerkenswert ist immerhin, dass die Kartoffel das einzige pflanzliche Massenprodukt des Agrarmarkts der Europäischen Union ist, für das es keine Marktordnung gibt bzw. je gab. Das Fehlen einer „Europäischen Kartoffelmarktordnung“ macht deutlich, dass dieses Produkt in Europa nach wie vor zu nicht-subventionierten Weltmarktbedingungen produziert werden kann.
In Österreich lag der Selbstversorgungsgrad im Jahr 2006 bei etwa 96 %, wobei die Hauptanbaugebiete in den beiden Bundesländern Nieder- und Oberösterreich liegen. Im Durchschnitt aß der Österreicher im selben Zeitraum 53,6 kg Kartoffeln. Im Hintergrund des Traditionellen Wissens wurden in Österreich einige Sorten im Register der Traditionellen Lebensmittel eingetragen, wie die Sauwald Erdäpfel oder die Waldviertler Erdäpfel oder andere in weniger bekannten Anbaugebieten in anderen Bundesländern.

## Kartoffel im gesellschaftlichen Diskurs
Couch-Potato
Mitte der 1970er Jahre entstand der Begriff Couch-Potato für auf dem Sofa liegende und ständig Fernsehen schauende Menschen.
Kartoffeltheorem
„Nun sind die Kartoffeln da, nun werden sie auch gegessen“, wirtschaftswissenschaftliches Exempel einer künstlichen Bedürfniserzeugung.
Kartoffel als Schimpfwort
Kartoffel wird seit Anfang der 2000er Jahre zumeist von migrantischen Jugendlichen als Schimpfwort gegen vermeintlich Deutsche verwendet. Darüber entstand eine Debatte, ob dies Deutschenfeindlichkeit beziehungsweise Rassismus sei.
Medienpreis „Die Goldene Kartoffel“
Die Neuen Deutschen Medienmacher vergaben den von ihnen geschaffenen Negativpreis „Die Goldene Kartoffel“ für besonders einseitige oder missratene, kurz: für unterirdische Berichterstattung über Aspekte unserer vielfältigen Einwanderungsgesellschaft 2018 erstmals an Julian Reichelt, Chefredakteur der BILD-Zeitung.